# Strangalia doyeni
Strangalia doyeni är en skalbaggsart som beskrevs av Chemsak och Linsley 1976. Strangalia doyeni ingår i släktet Strangalia och familjen långhorningar. Inga underarter finns listade i Catalogue of Life.